# 王正黼

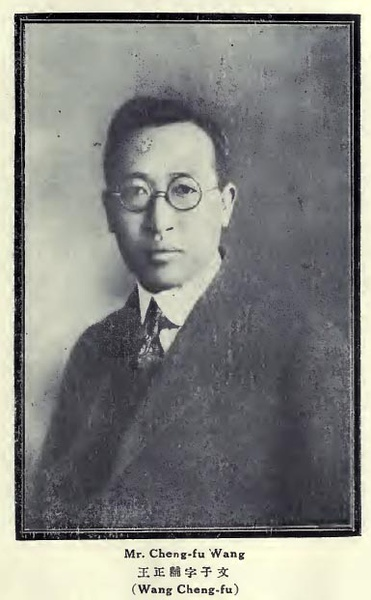

王正黼（1890年9月17日—1951年7月3日）字子文，号儒冠。浙江奉化人。中国矿业先驱，采矿事业家。。北洋大学和清华大学的早期学生之一。

## 生平
王正黼籍贯为浙江省寧波府奉化县（今宁波市奉化区）。1890年9月17日，出生于浙江宁波城。父亲王际唐为宁波安立协会传教士、宁波圣公会牧师，母施爱丽。兄王正廷。
早年入读新式学堂北洋大学堂，学习采矿、冶金（工科采矿冶金门，甲班，王正黼等7人）。经袁世凯选派，成为清华大学特别生之一。1910年，张亨嘉、陈宝琛考核北洋大学学生，王正黼与王均豪、冯熙敏三人位列“最优等”。1910年，毕业于北洋大学矿冶系，授宣统二年游学毕业进士、翰林院编修。1911年秋，赴美国留学，入读美国哥伦比亚大学研究院，学习矿冶工程。1912年，获得美国哥伦比亚大学硕士学位（M.A.）。继续留美攻读博士学位，但因病于1915年回国。
归国后，他担任北京基督教青年会主任干事。1917年至1921年，担任辽宁本溪湖煤铁公司总工程师，兼任制铁部长。他还历任奉天矿务局督办、沈阳医学院董事长（兼任）、奉天基督教青年会会长、北洋政府实业部矿业司司长。
1921年至1931年，担任东北矿务局总办。任职期间掌管东北全境13个矿山，创建、改建、扩建了东北境内多个煤矿，包括阜新、八道壕、西安、复州湾等煤矿，兴建八道壕发电厂，创建了本溪湖林场，大石桥滑石矿，五湖嘴砖厂，瓷窑等一系列工矿企业，勘察了大石桥菱镁矿（为当时世界上储量最大的菱镁矿）。
民國20年（1931年）5月2日，任實業部鑛業司司長 ，民國21年（1932年）3月5日，呈請辭職實業部鑛業司司長 。
1932年，组建冀北金矿公司，开掘四县金矿（凌源、平泉、承德、滦平）。创办北京门头沟平兴煤矿。筹办了苏州西山煤矿。接办门头沟煤矿公司。任“李顿调查团”委员。1932年，他还出任中國礦冶工程學會副会长。
1934年，出任河南六河沟煤矿总办。1937年出任西康（今属西藏自治区）采金局局长。1944年因抗日被日军以“反日罪”拘捕。
抗日战争胜利后，1945年负责接收门头沟煤矿，并出任北平红十字会会长（兼任）、燕京大学复校费募捐运动委员会主席。出资创设燕京大学工学院。
1949年，移居美国。1951年7月3日，逝世于美国首都华盛顿特区。

## 荣誉
- 哥伦比亚大学建校200周年纪念，颁予王正黼荣誉奖章，表彰他为中国近代矿业工程的先驱性贡献。

## 家庭
- 祖父：王世官
- 叔：王际汉
- 父：王际唐
- 母：施爱丽，宁波庄桥人
- 兄：王正廷，北洋政要
- 妻：
  - 周春芳
  - 廖奉獻，曾任嶺南大學女子學院院長。
- 子女：
  - 王安琳，畢業於燕京大學。
  - 王恭斌，美国矿物学家，哥伦比亚大学矿冶工程博士。曾任美国海军顾问，美国政府远东地区代表。美国佛罗里达州长青年社创社社长。1946年至1948年，任北洋大学采矿系讲师。

## 著作
- 《對於國聯調查團聲敘日本非法侵略東北各礦之經過》，王正黼 撰。1932年，东北矿务局 出版。

## 延伸阅读
[在维基数据编辑]
 《游美同學錄·王正黼》，出自《游美同學錄》